# Docodesmus sculpturatus
Docodesmus sculpturatus är en mångfotingart som beskrevs av Loomis 1934. Docodesmus sculpturatus ingår i släktet Docodesmus och familjen fingerdubbelfotingar. Inga underarter finns listade i Catalogue of Life.